# Recirkulering
 For alternative betydninger, se Genbrug.
Recirkulering eller genbrug er dét at bruge materiale fra affald som råstof til at producere nye varer.
I 1988 indførte man såkaldte genbrugskoder på genbrugelige produkter. Koderne viser, hvad hvilket materiale genstanden er fremstillet af.
Men genbrug er også noget større. Det kan sættes i system, så brugbare genstande eller dele af genstande bruges, før de er ødelagt til ukendelighed. Her gælder to grundregler:
1. Bland ikke ting, som andre ikke senere kan skille
2. Skil ikke ting, som andre ikke senere kan samle

De regler overholdes på de kommunale modtagestationer, og på den måde bliver masser af gode ting genbrugt eller i hvert fald lavet til råmaterialer, der kan anvendes til færdigvarer.

## Eksempler på genbrug
- Genbrugspapir → friskt kopipapir, papirssække, toiletpapir, æggebakker osv.
- Genbrugsplast → bænke, pullerter, belægningssten, legetøj, emballage osv.
- Jernskrot → stålbjælker, -plader, armeringsjern osv.
- Aluminiumdåser → nye dåser, alufolie osv.
- Genbrugsglas → nye flasker, pynteting osv.
- Haveaffald → kompost, træflis osv.
- Hestemøg → gødningspiller, champignondyrkning osv.
- Slagteriaffald → naturgødning, kød- og benmel, brændsel osv.
- Flyveaske → cement, vejfyld, tilslag i asfalt osv.